# 800 meter för herrar i friidrott vid olympiska sommarspelen 2016
Herrarnas 800 meter vid olympiska sommarspelen 2016, i Rio de Janeiro i Brasilien avgjordes den 12-15 augusti på Estádio Olímpico João Havelange.

## Medaljörer
| Spel      | Guld                | Silver                     | Brons              |
| 800 meter | David Rudisha Kenya | Taoufik Makhloufi Algeriet | Clayton Murphy USA |

## Resultat

### Kval

#### Heat 1
| Placering | Idrottare         | Nationalitet            | Tid     | Noteringar |
| --------- | ----------------- | ----------------------- | ------- | ---------- |
| 1         | Ayanleh Souleiman | Djibouti                | 1:45,48 | Q          |
| 2         | Amel Tuka         | Bosnien och Hercegovina | 1:45,72 | Q          |
| 3         | Boris Berian      | USA                     | 1:45,87 | Q          |
| 4         | Kléberson Davide  | Brasilien               | 1:46,14 | q          |
| 5         | Žan Rudolf        | Slovenien               | 1:46,93 | SB         |
| 6         | Antoine Gakeme    | Burundi                 | 1:47,46 |            |
| 7         | Musa Hajdari      | Kosovo                  | 1:48,41 |            |
| –         | Abraham Rotich    | Bahrain                 | DQ      | R163,3a    |

#### Heat 2
| Placering | Idrottare                 | Nationalitet | Tid     | Noteringar |
| --------- | ------------------------- | ------------ | ------- | ---------- |
| 1         | Adam Kszczot              | Polen        | 1:45,83 | Q          |
| 2         | Ferguson Cheruiyot Rotich | Kenya        | 1:46,00 | Q          |
| 3         | Andrés Arroyo             | Puerto Rico  | 1:46,17 | Q          |
| 4         | Hamada Mohamed            | Egypten      | 1:46,65 | q          |
| 5         | Rafith Rodríguez          | Colombia     | 1:46,65 | SB         |
| 6         | Boitumelo Masilo          | Botswana     | 1:48,48 |            |
| 7         | Luke Mathews              | Australien   | 1:50,17 |            |
| 8         | Brice Etès                | Monaco       | 1:50,40 |            |

#### Heat 3
| Placering | Idrottare              | Nationalitet     | Tid     | Noteringar |
| --------- | ---------------------- | ---------------- | ------- | ---------- |
| 1         | David Rudisha          | Kenya            | 1:45,09 | Q          |
| 2         | Reinhardt van Rensburg | Sydafrika        | 1:45,67 | Q, SB      |
| 3         | Michael Rimmer         | Storbritannien   | 1:45,99 | Q          |
| 4         | Clayton Murphy         | USA              | 1:46,18 | q          |
| 5         | Jinson Johnson         | Indien           | 1:47,27 |            |
| 6         | Anthony Romaniw        | Kanada           | 1:47,59 |            |
| 7         | Lutimar Paes           | Brasilien        | 1:48,38 |            |
| 8         | Benjamín Enzema        | Ekvatorialguinea | 1:52,14 |            |
| 9         | Alex Beddoes           | Cooköarna        | 1:52,76 | PB         |

#### Heat 4
| Placering | Idrottare        | Nationalitet      | Tid     | Noteringar |
| --------- | ---------------- | ----------------- | ------- | ---------- |
| 1         | Alfred Kipketer  | Kenya             | 1:46,61 | Q          |
| 2         | Andreas Bube     | Danmark           | 1:46,67 | Q          |
| 3         | Yassine Hathat   | Algeriet          | 1:46,81 | Q          |
| 4         | Álvaro de Arriba | Spanien           | 1:46,86 |            |
| 5         | Wesley Vázquez   | Puerto Rico       | 1:46,96 |            |
| 6         | Charles Jock     | USA               | 1:47,06 |            |
| 7         | Elliot Giles     | Storbritannien    | 1:47,88 |            |
| 8         | Yiech Biel       | Flyktingidrottare | 1:54,67 |            |
| –         | Joshua Ilustre   | Guam              | DQ      | R163,3a    |

#### Heat 5
| Placering | Idrottare          | Nationalitet | Tid     | Noteringar |
| --------- | ------------------ | ------------ | ------- | ---------- |
| 1         | Taoufik Makhloufi  | Algeriet     | 1:49,17 | Q          |
| 2         | Mostafa Smaili     | Marocko      | 1:49,29 | Q          |
| 3         | Giordano Benedetti | Italien      | 1:49,40 | Q          |
| 4         | Sho Kawamoto       | Japan        | 1:49,41 |            |
| 5         | Jacob Rozani       | Sydafrika    | 1:49,79 |            |
| 6         | Jozef Repčík       | Slovakien    | 1:49,95 |            |
| 7         | Nijel Amos         | Botswana     | 1:50,46 |            |
| 8         | Kevin López        | Spanien      | 1:53,41 |            |

#### Heat 6
| Placering | Idrottare               | Nationalitet | Tid     | Noteringar |
| --------- | ----------------------- | ------------ | ------- | ---------- |
| 1         | Brandon McBride         | Kanada       | 1:45,99 | Q          |
| 2         | Marcin Lewandowski      | Polen        | 1:46,35 | Q          |
| 3         | Mark English            | Irland       | 1:46,40 | Q          |
| 4         | Jeff Riseley            | Australien   | 1:46,93 |            |
| 5         | Abubaker Haydar Abdalla | Qatar        | 1:47,81 |            |
| 6         | Pol Moya                | Andorra      | 1:48,88 |            |
| 7         | Alex Amankwah           | Ghana        | 1:50,33 |            |
| i.u.      | Abdelati El Guesse      | Marocko      | i.u.    | DNF        |

#### Heat 7
| Placering | Idrottare                | Nationalitet                 | Tid     | Noteringar |
| --------- | ------------------------ | ---------------------------- | ------- | ---------- |
| 1         | Pierre-Ambroise Bosse    | Frankrike                    | 1:48,12 | Q          |
| 2         | Mohammed Aman            | Etiopien                     | 1:48,33 | Q          |
| 3         | Amine Belferar           | Algeriet                     | 1:48,40 | Q          |
| 4         | Daniel Andújar           | Spanien                      | 1:48,50 |            |
| 5         | Charles Grethen          | Luxemburg                    | 1:48,93 |            |
| 6         | Peter Bol                | Australien                   | 1:49,36 |            |
| 7         | Francky-Edgard Mbotto    | Centralafrikanska republiken | 1:52,97 |            |
| i.u.      | Musaeb Abdulrahman Balla | Qatar                        | i.u.    | DNS        |

### Semifinaler

#### Semifinal 1
| Placering | Idrottare                 | Nationalitet   | Tid     | Noteringar |
| --------- | ------------------------- | -------------- | ------- | ---------- |
| 1         | Pierre-Ambroise Bosse     | Frankrike      | 1:43,85 | Q, SB      |
| 2         | Taoufik Makhloufi         | Algeriet       | 1:43,85 | Q, SB      |
| 3         | Marcin Lewandowski        | Polen          | 1:44,56 | q, SB      |
| 4         | Ferguson Cheruiyot Rotich | Kenya          | 1:44,65 | q          |
| 5         | Mostafa Smaili            | Marocko        | 1:45,78 |            |
| 6         | Kléberson Davide          | Brasilien      | 1:46,19 |            |
| 7         | Andrés Arroyo             | Puerto Rico    | 1:46,74 |            |
| 8         | Michael Rimmer            | Storbritannien | 1:46,80 |            |

#### Semifinal 2
| Placering | Idrottare              | Nationalitet            | Tid     | Noteringar |
| --------- | ---------------------- | ----------------------- | ------- | ---------- |
| 1         | Alfred Kipketer        | Kenya                   | 1:44,38 | Q          |
| 2         | Boris Berian           | USA                     | 1:44,56 | Q          |
| 3         | Yassine Hathat         | Algeriet                | 1:44,81 | PB         |
| 4         | Amel Tuka              | Bosnien och Hercegovina | 1:45,24 |            |
| 5         | Reinhardt van Rensburg | Sydafrika               | 1:45,33 | PB         |
| 6         | Brandon McBride        | Kanada                  | 1:45,41 |            |
| 7         | Andreas Bube           | Danmark                 | 1:45,87 | SB         |
| 8         | Mohammed Aman          | Etiopien                | 1:46,14 |            |

#### Semifinal 3
| Placering | Idrottare          | Nationalitet | Tid     | Noteringar |
| --------- | ------------------ | ------------ | ------- | ---------- |
| 1         | David Rudisha      | Kenya        | 1:43,88 | Q          |
| 2         | Clayton Murphy     | USA          | 1:44,30 | Q, PB      |
| 3         | Adam Kszczot       | Polen        | 1:44,70 |            |
| 4         | Ayanleh Souleiman  | Djibouti     | 1:45,19 |            |
| 5         | Mark English       | Irland       | 1:45,93 |            |
| 6         | Giordano Benedetti | Italien      | 1:46,41 | SB         |
| 7         | Amine Belferar     | Algeriet     | 1:46,55 |            |
| 8         | Hamada Mohamed     | Egypten      | 1:48,17 |            |

### Final
| Placering | Idrottare                 | Nationalitet | Tid     | Noteringar |
| --------- | ------------------------- | ------------ | ------- | ---------- |
| 1         | David Rudisha             | Kenya        | 1:42,15 | SB         |
| 2         | Taoufik Makhloufi         | Algeriet     | 1:42,61 | NR         |
| 3         | Clayton Murphy            | USA          | 1:42,93 | PB         |
| 4         | Pierre-Ambroise Bosse     | Frankrike    | 1:43,41 | SB         |
| 5         | Ferguson Cheruiyot Rotich | Kenya        | 1:43,55 | SB         |
| 6         | Marcin Lewandowski        | Polen        | 1:44,20 | SB         |
| 7         | Alfred Kipketer           | Kenya        | 1:46,02 |            |
| 8         | Boris Berian              | USA          | 1:46,15 |            |